# Thymelaea tinctoria
Thymelaea tinctoria es una especie de planta leñosa perteneciente a la familia Thymelaeaceae.

## Hábitat
Es nativo de la región mediterránea occidental, en España se distribuye por Alicante,    Castellón, Gerona, Lérida, Tarragona y Valencia donde crece en Matorrales secos de naturaleza caliza.

## Descripción
Es una planta perenne, dioica, de consistencia leñosa. Tiene los tallos de color rojizo a grisáceo, donde se observan cicatrices foliares. Presenta numerosas hojas de color verde azulado, alargadas, de sección más o menos semicircular y algo carnosas. Las flores se disponen en las axilas de las hojas, son solitarias, de color amarillo intenso, se desarrollan tempranamente, sobre un pequeño pedúnculo peloso.

## Nombre común
- Castellano: brufalaga, bufalaga, bufaralda, matapollo, mierdacruz, mierda cruz, mierda-cruz, salamonda, yerba de Montserrat, yesca fría.[2]

## Sinonimia
| - Chlamydanthus tinctorius (Pourr.) C.A.Mey. - Daphne tinctoria (Pourr.) Wikstr. - Daphne vermiculata Vahl - Passerina nivalis Ramond - Passerina tinctoria proles imbricata Sennen - Passerina tinctoria raza nivalis (Ramond) Rouy - Passerina tinctoria var. nivalis (Ramond) H.J.Coste - Passerina tinctoria Pourr. | - Stellera tinctoria (Pourr.) Kuntze - Thymelaea nivalis (Ramond) Meisn. in DC. - Thymelaea tinctoria raza nivalis (Ramond) P.Fourn. - Thymelaea tinctoria subsp. nivalis (Ramond) Nyman - Thymelaea tinctoria subsp. tinctoria (Pourr.) Endl. - Thymelaea tinctoria var. nivalis (Ramond) Lange - Thymelaea tinctoria var. vermiculata (Vahl) Lange |